# Warszawa-Bemowo (gmina)
Warszawa-Bemowo – dawna gmina miejska (tzw. gmina warszawska) istniejąca w latach 1994–2002 w woj. stołecznym warszawskim i woj. mazowieckim. Siedziba gminy znajdowała się w warszawskiej dzielnicy Bemowo.
Gmina Warszawa-Bemowo została utworzona 19 czerwca 1994 roku w woj. warszawskim na mocy ustawy z dnia 25 marca 1994 o ustroju miasta stołecznego Warszawy, w związku z reformą podziału administracyjnego miasta Warszawy, polegającej na przekształceniu dotychczasowych (funkcjonujących od 1990 roku) ośmiu dzielnic-gmin w 11 nowych tzw. gmin warszawskich.
W związku z reformą administracyjną Polski wchodzącą w życie 1 stycznia 1999 roku, gmina weszła w skład powiatu warszawskiego w nowo utworzonym woj. mazowieckim.
Gminę zniesiono 27 października 2002 roku (łącznie z całym powiatem warszawskim) na mocy ustawy z dnia 15 marca 2002 r. o ustroju miasta stołecznego Warszawy, likwidującej podział Warszawy na gminy, tworząc z niej ponownie jednolitą gminę miejską.
Granice gminy:

Południowa strona ul.Kampinoskiej, południowa strona ul. Księżycowej, przedłużenie ul. Powązkowskiej,
południowa strona ul. Powązkowskiej, zachodnia strona al. Armii Krajowej, zachodnia granica Lasku na Kole, zachodnia strona linii kolejowej przecinającej ul. Górczewską i ul. Połczyńską, granice administracyjne gmin Ursus (północna), Ożarów Mazowiecki (wschodnia) i Stare Babice (wschodnia).